# Suchaja (obwód kurski)
Suchaja (ros. Сухая) – wieś (ros. деревня, trb. dieriewnia) w zachodniej Rosji, w sielsowiecie niekrasowskim rejonu rylskiego w obwodzie kurskim.

## Geografia
Miejscowość położona jest nad rzeką Sejm, 9,5 km od centrum administracyjnego sielsowietu niekrasowskiego (Niekrasowo), 15,5 km od centrum administracyjnego rejonu (Rylsk), 114 km od Kurska.
W granicach miejscowości znajduje się 229 posesji.

## Demografia
W 2010 r. miejscowość zamieszkiwało 245 osób.